# Palazzo Baracchini
Palazzo Baracchini è un palazzo storico di Roma, sito in via XX settembre nel rione Trevi. È sede del Ministero della difesa della Repubblica Italiana.

## Storia
Come sede dell'allora Ministero della guerra del Regno d'Italia fu originariamente costruito, nel 1876, il Palazzo Esercito in via XX Settembre, che da allora ad oggi ha sempre ospitato lo Stato maggiore dell'Esercito.
Già pochi anni dopo (1884-1886), tuttavia, furono eretti altri due edifici adiacenti: Palazzo Caprara e Palazzo Baracchini, realizzati nel medesimo periodo e su disegno del medesimo architetto Giulio Podesti, pertanto in unità stilistica tra loro. Palazzo Caprara ospitava lo Stato maggiore della difesa, trasferito a Palazzo Esercito nel 2017.
Palazzo Caprara e Baracchini passarono in uso al Ministero della guerra nel 1940, per le aumentate esigenze belliche. Il dicastero, dopo la fine della II guerra mondiale e l'instaurarsi della Repubblica, nel 1947 cambiò denominazione in Ministero della difesa, che mantiene tuttora.